# Andrej Tišma
Andrej Tišma (serbisch-kyrillisch Андреј Тишма, * 1952 in Novi Sad) ist ein serbischer Aktionskünstler.

## Leben
Andrej Tišma wurde als Sohn des Schriftstellers Aleksandar Tišma geboren. Er studierte an der Akademie der Bildenden Künste in Prag, wo er 1976 graduiert wurde. Tišma lebt und arbeitet in Novi Sad in Serbien.

## Werk
Er war seit 1972 in Einzelausstellungen in Novi Sad, Belgrad, New York, Mailand, Seoul, München, Neapel, San Francisco, London, Budapest, Tokyo, Bremen und Istanbul vertreten sowie seit 1969 in 600 Kollektivausstellungen in Jugoslawien und 40 weiteren Ländern. 
Er befasst sich mit konkreter Poesie, Mail Art, Fotografie, Performance, Elektrographie, Video, web.art und Musik. Seit 1974 ist er an der internationalen Mail Art-Bewegung beteiligt und hat 20 Mail-Kunstausstellungen in Jugoslawien und Kanada organisiert.
Seit 1996 beschäftigt sich Tišma intensiv mit web.art. Seine web.art-Werke sind vertreten in: Net Art Idea Line, Whitney Museum of American Art, New York (USA;) Rhizome artbase, New York (USA); Net Art Guide, Stuttgart (Deutschland); Net Kunstsammlung der irischen Museum of Modern Art, Dublin (Irland). Er war Teilnehmer der Ars Electronica in Linz (Österreich). 
Tišma arbeitet darüber hinaus auch auf dem Gebiet der Musik.
Seit 1976 schreibt er zudem Kunstkritiken und Essays, die in Jugoslawien und im Ausland publiziert wurden. Eine Sammlung seiner Artikel, Essays und Gummistempel-Werke wurde 1996 in San Francisco von der Stamp Art Gallery veröffentlicht. Unter dem Pseudonym Andrej Zivor hat er seit 1977 auch Prosa und Lyrik in Jugoslawien und im Ausland (USA, Frankreich) veröffentlicht. 
Tišma ist Mitglied im Beirat der Web-Biennale.